# Lea Müller (Schauspielerin)
Lea Müller (* 8. November 1999 in Berlin) ist eine deutsche Schauspielerin.

## Leben
Lea Müller feierte 2007 ihr Filmdebüt im Fernsehfilm 12 heißt: Ich liebe dich als Filmtochter von Devid Striesow. Im selben Jahr wirkte sie in der  Weihnachtskomödie Meine schöne Bescherung an der Seite von Martina Gedeck und Heino Ferch mit. Zwischen 2008 und 2010 folgten Auftritte als Paula Fabian in insgesamt fünf Folgen der ZDF-Fernsehserie Unser Charly. 2010 war sie mit einer kleinen Rolle in der auf Sat.1 ausgestrahlten Produktion Die Grenze unter der Regie von Roland Suso Richter zu sehen. Im Sommer 2012 spielte sie die junge Wilhelmine im Musical Friedrich – Mythos und Tragödie in der Potsdamer Metropolis-Halle. Für die im Weihnachtsprogramm 2013 im Rahmen der Filmreihe Sechs auf einen Streich gezeigte Fernsehverfilmung Das Mädchen mit den Schwefelhölzern übernahm sie erstmals eine Titelrolle. In der Adaption des Märchens von Hans Christian Andersen mit Nina Kunzendorf, Oliver Korittke und Jörg Hartmann verkörperte sie das Waisenkind Inga.
Ab August 2012 besuchte Lea Müller ein Gymnasium in ihrem damaligen Wohnort Potsdam.
Sie wurde als Schauspielerin u. a. von Hendrik Martz ausgebildet.

## Auszeichnungen
Anfang Juli 2014 gewann Lea Müller im Rahmen des 32. Filmfestes München den Kinder-Medien-Preis Der weiße Elefant als Beste TV-Nachwuchsdarstellerin.

## Filmografie (Auswahl)
- 2007: 12 heißt: Ich liebe dich (Fernsehfilm)
- 2007: Meine schöne Bescherung
- 2008–2010: Unser Charly (Fernsehserie)
- 2009: Das Echo der Schuld (Fernsehfilm)
- 2010: Die Grenze (Fernsehfilm)
- 2013: Das Mädchen mit den Schwefelhölzern (Fernsehfilm)
- 2015: Kommissarin Heller – Querschläger (Fernsehserie)